# Пюигузон
Пюигузо́н (фр. Puygouzon, окс. Puòggoson) — коммуна во Франции, находится в регионе Юг — Пиренеи. Департамент — Тарн. Входит в состав кантона Альби-2. Округ коммуны — Альби.
Код INSEE коммуны — 81218.

## География

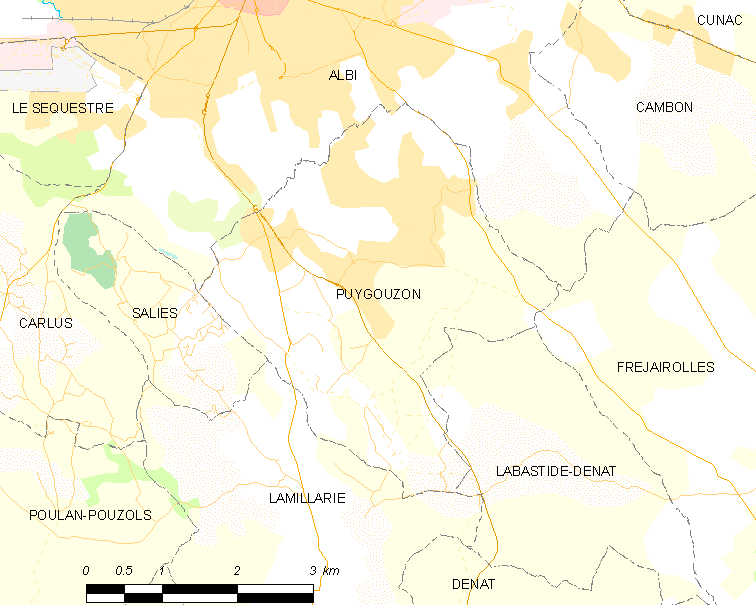
Карта коммуны

Коммуна расположена приблизительно в 560 км к югу от Парижа, в 70 км северо-восточнее Тулузы, в 5 км к юго-востоку от Альби.
По территории коммуны протекают небольшие реки Каррофуль и Сеу.

## Климат
Климат умеренно-океанический. Зима мягкая и дождливая, лето жаркое с частыми грозами. Ветры довольно редки.

## Население
Население коммуны на 2010 год составляло 2916 человек.
| 1962 | 1968 | 1975 | 1982 | 1990 | 1999 | 2010 |
| ---- | ---- | ---- | ---- | ---- | ---- | ---- |
| 587  | 722  | 1408 | 1993 | 2585 | 2725 | 2916 |

## Администрация
| Период | Период | Фамилия       | Партия | Примечания |
| ------ | ------ | ------------- | ------ | ---------- |
| 2001   | 2008   | Марсель Кулью |        |            |
| 2008   | 2020   | Тьерри Дюфур  |        |            |

## Экономика
В 2007 году среди 1920 человек в трудоспособном возрасте (15—64 лет) 1386 были экономически активными, 534 — неактивными (показатель активности — 72,2 %, в 1999 году было 70,0 %). Из 1386 активных работали 1306 человек (683 мужчины и 623 женщины), безработных было 80 (36 мужчин и 44 женщины). Среди 534 неактивных 182 человека были учениками или студентами, 221 — пенсионерами, 131 были неактивными по другим причинам.